# 리썰 웨폰
《리썰 웨폰》(영어: Lethal Weapon)은 1987년 개봉한 미국의 영화이다.

## 줄거리
아내의 최근 사망 이후, 로스앤젤레스 경찰국 (LAPD) 마약반 경사 마틴 릭스, 전 특수부대 군인은 자살 충동과 불안정한 모습을 보인다. 경찰 심리치료사의 반대에도 불구하고, 대장은 릭스가 후한 연금을 받고 강제 은퇴하기 위해 정신병을 가장한다고 믿고, 그를 전직 군인 베테랑이자 노련한 강력계 경사 로저 머터프와 파트너로 묶는다. 릭스와 머터프는 처음에는 머터프가 릭스의 정신 상태를 똑같이 무시하며 잘 지내지 못했지만, 결국 릭스가 진정으로 자살 충동을 느낀다는 것을 확신하게 된다.
머터프는 전 베트남 전쟁 친구 마이클 헌세이커에게 연락을 받는다. 겉으로는 그의 딸 아만다가 매춘과 포르노그래피 생활에서 벗어나도록 돕기 위함이었지만, 아만다는 머터프와 만나기 전에 아파트 발코니에서 뛰어내려 스스로 목숨을 끊는다. 그녀의 부검 결과 오염된 약물로 치명적인 독살을 당했으며, 이는 그녀가 잠재적으로 살해되었음을 시사한다. 릭스와 머터프는 그녀의 포주를 심문하려 하지만, 현장에서 마약을 발견한 후 폭행을 당하고, 릭스는 머터프를 구하기 위해 포주를 죽인다. 그들의 마지막 단서는 아만다의 죽음을 목격한 매춘부 딕시로, 그들은 그녀가 아만다를 독살했을 수도 있다고 믿는다. 그들이 도착하자마자 딕시의 집이 폭발하고 나중에 그녀의 시신이 발견된다. 릭스는 잔해 속에서 수은 스위치 폭탄의 부품을 발견하는데, 이는 베트남에서 중앙정보국 (CIA) 용병들이 사용했던 특수 폭탄임을 기억한다. 용의자는 동네 아이들에 의해 상세하게 묘사되었는데, 아이들은 그가 릭스와 비슷한 엘리트 특수부대 문신을 가지고 있었다고 말했다.
헌세이커가 정보를 숨기고 있다고 의심한 릭스와 머터프는 아만다의 장례식에서 그를 찾아간다. 그는 베트남 전쟁 중 마약 거래를 불안정하게 만드는 임무를 맡은 해체된 CIA 준군사 조직 "섀도 컴퍼니"에서 일했다고 밝힌다. 전쟁 후, 관련된 전 CIA 요원, 용병, 군인들은 섀도 컴퍼니를 범죄 조직으로 재결성하고 은퇴한 피터 맥앨리스터 장군과 그의 오른팔 조슈아 씨의 지휘 아래 아시아에서 미국으로 대량의 헤로인을 운송하기 시작했다. 은행가로서 헌세이커의 역할은 그가 불법 자금을 합법적으로 보이게 하는 것을 가능하게 했다. 그는 처음에는 섀도 컴퍼니에 대해 고백하고 증언하기 위해 머터프에게 전화했지만, 맥앨리스터는 보복으로 아만다를 죽였다. 조슈아는 헬리콥터를 타고 도착하여 헌세이커를 죽이고 도주한다. 그는 나중에 드라이브 바이 슈팅으로 릭스를 죽이려 하고, 릭스의 죽음은 그와 머터프에게 이점을 주기 위해 위장된다.
머터프가 너무 많은 것을 알고 있다고 우려한 섀도 컴퍼니는 그의 딸 라이애나를 납치하고 머터프에게 엘 미라지 호수에서 만나도록 강요한다. 릭스는 머터프와 라이애나가 탈출하는 것을 돕기 위해 저격 지원을 제공하지만, 세 명 모두 붙잡혀 섀도 컴퍼니의 위장 사업장인 나이트클럽 지하로 끌려간다. 릭스와 머터프는 정보 강요를 위해 고문을 당하다가 릭스가 탈출하여 여러 섀도 컴퍼니 요원들을 죽이고 머터프와 라이애나를 구출한다. 조슈아는 도주하지만, 머터프는 맥앨리스터를 죽인다. 조슈아가 머터프의 집에서 복수할 것이라고 추론한 릭스와 머터프는 그를 매복한다. 릭스는 난투에서 조슈아를 물리치지만, 그를 죽이지 않기로 선택한다. 경찰관들이 조슈아를 체포하지만, 그는 풀려나 경찰관의 리볼버를 빼앗아 릭스와 머터프를 쏘려고 한다. 두 사람은 반격하여 조슈아를 죽인다.
잠시 후, 릭스는 아내의 묘를 방문한 후 머터프와 그의 가족과 함께 크리스마스 저녁 식사를 나눈다. 그는 머터프에게 자살을 위해 아껴두었던 중공탄을 선물하는데, 더 이상 필요 없기 때문이다.

## 출연

### 주연
- 멜 깁슨 - 마틴 릭스
- 대니 글로버 - 로저 머터프

### 조연
- 게리 부시 - 조슈아
- 미치 라이언 - 피터 맥얼스터
- 톰 앳킨스 - 마이클 헌세이커
- 달린 러브 - 트리쉬 머터프

## 기타
- 미술: J. 마이클 리버
- 의상: 메리 멀린
- 배역: 마리언 더펄티

## 한국판 성우진

### MBC (1991년 3월 2일)
- 양지운 - 마틴 릭스(멜 깁슨)
- 김기현 - 로저 머터프(대니 글로버)
- 탁재인 - 피터 맥얼스터(미치 라이언)
- 박소현 - 트리쉬 머터프(달린 러브)
- 이성 - 조슈아(게리 부시)
- 이우신 - 마이클 헌세이커(톰 앳킨스)
- 이종오 - 머피 반장(스티브 카핸)
- 권혁수 - 멘데즈(에드 오로스)
- 최상기 - 형사(그랜드 L. 부시)
- 손원일 - 맥카스키(잭 시보) / 마약범(블래키 다메트)

### SBS (1998년 1월 26일)
- 양지운 - 마틴 릭스(멜 깁슨)
- 유해무 - 로저 머터프(대니 글로버)
- 김병관 - 피터 맥얼스터(미치 라이언)
- 윤기황 - 조슈아(게리 부시)
- 황일청 - 마이클 헌세이커(톰 앳킨스)
- 안경진 - 트리쉬 머터프(달린 러브)
- 이봉준 - 머피 반장(스티브 카핸) / 경찰(로버트 폴)
- 성병숙 - 우드 박사(메리 엘렌 트레이너)
- 임성표 - 멘데즈(에드 오로스)
- 차명화 - 딕시(리시아 나프) / 경찰(게일 바우만)
- 홍승섭 - 맥클러리(마이클 샤너) / 고문범(알 레옹)
- 서광재 - 맥카스키(잭 시보) / 마약상(블래키 다메트)